# Астрид Берже Фризби
Астрид Берже-Фризби (фр. Àstrid Bergès-Frisbey; Барселона, 26. мај 1986) француско-шпанска је глумица и модел. Најпознатија је по улози Сузан у Морском зиду, Сирени у Пирати са Кариба: На чудним обалама и Софи у Корени. Она је добитник Гран-при Сузане Бјанкети у 2009. години и награде Трофеј Chopard за женско Откриће године на Канском филмском фестивалу 2011. године и номинацију Давид ди Донатело у Риму за 2016. годину.